# Montealegre del Castillo
Montealegre del Castillo – gmina w Hiszpanii, w prowincji Albacete, w Kastylii-La Mancha, o powierzchni 177,79 km². W 2011 roku gmina liczyła 2234 mieszkańców.